# Papp Imre (zenész)
Papp Imre, ismert nevén Mityó (Budapest, 1951. május 31.  – 2021. március 16.) magyar billentyűs, énekes, dal- és zeneszerző.

## Élete

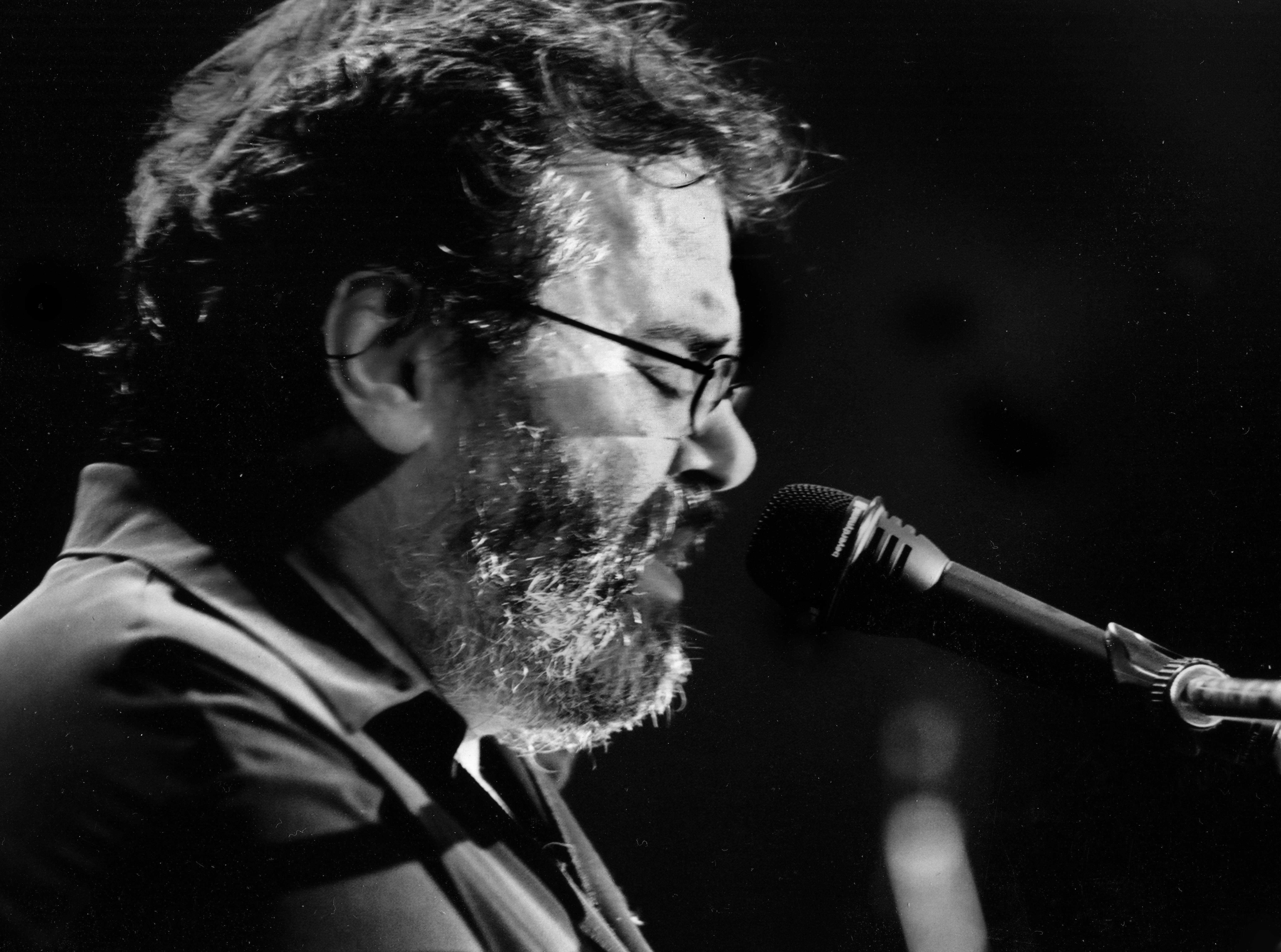
2001-ben (Rózsavölgyi Gyöngyi felvétele)

Édesapja Papp Imre, édesanyja Iványi (Lautenbach) Györgyi. Gyerekként, nővérével gyakran jártak operába az édesanyjukhoz, és ott a hölgyek egyike mindig mondogatta: „De helyes ez a Mityóka-gyerek, de helyes!” Így történt, hogy ráragadt a Mityó becenév. Családjában nagymamájával is jó kapcsolatot ápolt. Családi hagyomány volt a zenélés. Nagymamájának zeneiskolája volt a Hernád utcában, édesanyja énekelt, édesapja, Papp Imre zongorista volt akinek a testvére Papp Gyula szintén zongorista volt a Holéczy zenekarban kezdte, de a Koltai-Papp együttes stb. is ismert volt.
Gyerekkorában hegedülni tanult. Idővel a többi hangszeren való játék magától jött: dobolt, billentyűs és pengetős hangszereken is játszott. 13 éves volt, amikor elkezdett sportolni, focizott, birkózott.
Finommechanikai műszerésznek tanult, és sofőrként is dolgozott.
Az Anonymus együttesben játszott 1968-ban, majd 1969-ben a Nivram együttesben, Tihanyi Gyulával, Szentgyörgyi Andrással és Rusznák Ivánnal, majd a Volán Tröszt együttesében Batu Andrással, Végvári Ádámmal, Kiss Ernővel és Baranski Lászlóval. 1971-ben Rusznák Ivánnal együtt került a Várszegi Gábor által alapított Gemini rockegyüttesbe, és az együttes frontembere lett. Eleinte angol–amerikai slágereket játszottak, majd a hetvenes évektől kezdve Victor Máté hatására kezdtek el magyar dalokat komponálni. Victor Máté motiválta a zenekart, hogy kezdjenek magyar nyelvű dalokat írni. A Livia című dal hallatán, ami Victor Máté szerzeménye volt, az együttes is kedvet érzett, és írt dalokat.
Mityó billentyűn játszott, énekese lett az együttesnek. Az együttes népszerűsége nagy volt, több gyár kultúrotthonában is rendszeresen felléptek, sétahajón is, továbbá a Kisstadionban. Jelentős közönségbázisuk alakult ki.
Amikor a Gemini együttesnek megjelentek első lemezei, rádiófelvételei, több musicalben is részt vettek, például a  (Képzelt riport egy amerikai popfesztiválról, Villon és a többiek, Holnaptól nem szeretlek, és A Fekete tó legendája című rockmusical zenés rádiójátékban, 1973-ban, 1977-ben készült a Bolond Istók című tévéopera, szintén Victor Mátéval dolgozott az együttes).
Az országot bejárták (Gemini klubok) és Bécstől Habarovszkig a „környéket”. Legnépszerűbb dalaik a korabeli Deep Purple-, Santana-, Bee Gees-slágereken kívül a Vándorlás a hosszú úton, Néked csak egy idegen, Azon a szombat éjszakán, Semmi sem tart örökké stb. voltak.
A Szovjetunióban is sokat turnéztak. 1978-ban a Gemini együttes feloszlott. Rövid ideig működött más felállásban (Albert Gábor, Dávid Gábor és Szigeti Edit, a régiek közül már csak Papp Imre, s a másik billentyűs Markó András maradt a zenekarban), majd 1981-től az MB I. együttes tagja lett.
1996-ban nehéz időszak következett, egy kullancsípés miatt. Arra, hogy énekes-zeneszerző-billentyűs zenész maradhasson, nem sok esélye volt. Koncertet szerveztek, amikor még járókerettel is nehezen mozgott, de vállalta a fellépést. Sokszor nem jutott eszébe a már elénekelt számainak dallama és szövege sem. Kétségbeesetten mondta, hogy „nem megy, feladja”, de aztán mégis mindig újrakezdte. Pár hónap múlva azonban felépült.
Járta az ország kisebb-nagyobb klubjait, korábban Original, majd Mityó-Gemini néven. 
Papp Mityó zenekara, koncerteket adott klubokban, rendezvényeken, fesztiválokon. A felállás: Papp Imre, Dr. Hegedűs Ákos (gitár), és Koszta Gyula (basszus), Süveges Zoltán (dobok) volt 1995-től 2015-ig.
Lemezt írt Kovács Katinak, Karda Beátának, több barátja dalait hangszerelte, s úgynevezett vendéglátós zenészként is bebarangolta Nyugat-Európát.
Papp Imre Mityó a (70-es évek) Fender Rhodes zongorája után Korg gyártmányokkal játszott, majd a 2001-es koncerten az ATEC-től kapott Korg Trinity és Korg N1 modellekkel.
2001-ben a Gemini együttes a Budapest Kongresszusi Központban újra összeállt egy jótékonysági koncert erejéig, a következő felállásban: Baranski László, Markó András, Papp Imre, Szabó György Balázs, Heilig Gábor és Bardóczi Gyula, de jelen volt Victor Máté, Kékes Zoltán és Szidor László is. Ebből az alkalomból kiadtak egy válogatás-CD-t a legnagyobb slágereikből.
Alzheimer-kór alakult ki nála, idősek otthonába került 2006 decemberében. Gyámja testvére, Papp Márta lett, mert önállóan intézkedni többé már nem tudott.
Három testvére volt, nővére, Papp Márta – 2020-ban elhunyt -, és két féltestvére. Élete során három felesége volt.
Unokatestvére dr. Iványi Gábor lelkész.

## Szerzeményeiből

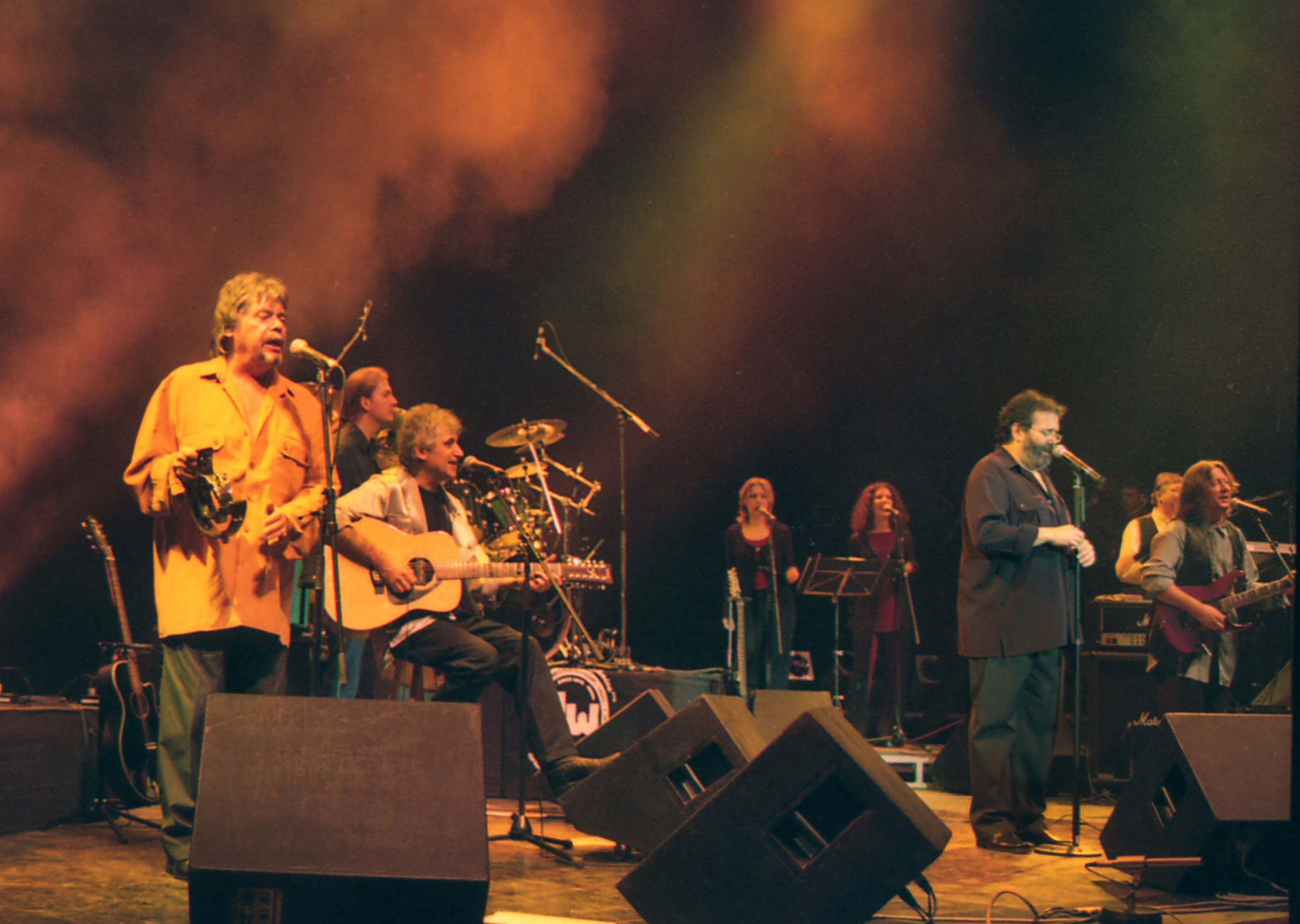
A Gemini együttes tagjaként a Budapest Kongresszusi Központban (2001)

- Vándorlás a hosszú úton (Papp Imre – Huszár Erika)
- Neked csak egy idegen (Papp Imre – Huszár Erika)
- Énekelj (Papp Imre – Várszegi Gábor)
- Hajnalodik (Papp Imre – Várszegi Gábor) - korábban a Volán együttes játszotta.
- Ha eladod a szíved (Papp Imre – Várszegi Gábor)
- Hogyha újból gyerek lennék (Papp Imre – Várszegi Gábor)
- Várok rád (Papp Imre – Várszegi Gábor)
- Légy enyém százszor (Papp Imre – Várszegi Gábor)
- Ki mondja meg nekem (Papp Imre – Huszár Erika)
- Ez a dal lesz az üzenet (Papp Imre – Várszegi Gábor)
- Mosolyogj, ha elém állsz (Papp Imre – Várszegi Gábor) - korábban a Volán együttes játszotta.
- Semmi sem tart örökké (Papp Imre – Várszegi Gábor)
- Ne felejts el emlékezni arra (Papp Imre – Várszegi Gábor)[15]